# Laurenty (Trifunović)
Laurenty, imię świeckie Živko Trifunović (ur. 27 stycznia 1936 w Bogošticy, zm. 23 stycznia 2022 w Belgradzie) – serbski biskup prawosławny.

## Życiorys
Ukończył seminarium duchowne św. Sawy w Belgradzie i Wydział Teologiczny uniwersytetu w tym samym mieście. Następnie przez dwa lata pracował w różnych parafiach prawosławnych w Belgradzie, po czym został przeniesiony na stanowisko wykładowcy seminarium w monasterze Krka, który wykonywał przez dwa i pół roku.
W 1967 miała miejsce jego chirotonia na biskupa pomocniczego metropolii belgradzko-karłowackiej. W 1969 został przeniesiony na katedrę zachodnioeuropejską i australijsko-nowozelandzką, co oznaczało opiekę nad całą prawosławną diasporą serbską. Jego działalność pozwoliła na stworzenie odrębnej eparchii obejmującej terytorium Australii.
23 lipca 1989 został przeniesiony do eparchii šabačko-valjevskiej. Jako jej ordynariusz wielokrotnie występował na konferencjach teologicznych i głosił otwarte wykłady, redagował pismo poświęcone tematyce misyjnej oraz publikował artykuły na tematy religijne. Od 2006, wobec podziału eparchii, nosił tytuł biskupa šabackiego.
Znał języki angielski, rosyjski i niemiecki. Był monarchistą, zwolennikiem restauracji w Serbii monarchii ściśle współpracującej z Serbskim Kościołem Prawosławnym. Popierał również ruch ekumeniczny: spotykał się z papieżem Janem Pawłem II i uczestniczył w modlitwach ekumenicznych w Asyżu, w których oprócz przedstawicieli wyznań chrześcijańskich wzięli udział buddyści i animiści.
Zmarł w 2022 r.